# Tempio della Salus
Il Tempio della Salus (aedes Salutis) era un tempio di Roma antica, situato sul colle Quirinale.
Si trovava nei pressi della Porta Salutaris (che prendeva il nome proprio dal tempio) in corrispondenza dell'attuale palazzo del Quirinale. Era stato costruito tra il 306 e il 303 a.C. da Gaio Giunio Bubulco, console nel 311 a.C.
Il tempio celebrava la vittoria del console nella seconda guerra sannitica (326-304 a.C.) ed era stato appositamente decorato da un certo Fabius Pictor con scene della guerra e del trionfo, il più antico nome di pittore attivo a Roma pervenutoci e una delle più antiche testimonianze di pittura trionfale romana. Di questi dipinti resta forse una traccia nell'affresco con scene storiche dal sepolcro della gens Fabia nella necropoli dell'Esquilino.